# Dubiaranea modica
Dubiaranea modica là một loài nhện trong họ Linyphiidae. Loài này được phát hiện ở Ecuador.